# نقش نگار
نقش نگار فیلمی به کارگردانی و تهیه‌کنندگی علی عطشانی و نویسندگی مهران کاشانی محصول سال ۱۳۹۲ ایران است.

## خلاصه داستان
فرزاد بدون هماهنگی پدرش قصد ازدواج با نگار دارد. رضایت موقت پدر همه چیز را برای مراسم خواستگاری مهیّا می‌کند اما گذشته نگار همه شرایط را دچار تغییر می‌کند.

## بازیگران
- بهرام رادان
- آتیلا پسیانی
- گوهر خیراندیش
- الهه حصاری
- سعید چنگیزیان
- رضا ناجی
- شیوا خسرومهر
- آیلین حسینی
- ناصر ملک مطیعی